# بهارآباد (سلماس)
بهارآباد روستایی در دهستان چهریق بخش کوهسار شهرستان سلماس استان آذربایجان غربی ایران است.

## جمعیت
بر پایه سرشماری عمومی نفوس و مسکن در سال ۱۳۹۵ جمعیت این مکان ۵۳ نفر (۱۳خانوار) بوده‌است.